# Chicago 10
Pour plus de détails, voir Fiche technique et Distribution.
Chicago 10 est un film de procès documentaire animé américain réalisée par Brett Morgen et sortie en 2007.

## Synopsis
Lors de la Convention démocrate de 1968, des manifestants, auxquels on a refusé des autorisations pour des manifestations publiques, se sont affrontés à plusieurs reprises avec le département de police de Chicago. Ces affrontements ont été observés en direct par une audience télévisée de plus de 50 millions de personnes.
Ayant besoin de trouver un bouc émissaire pour les troubles, l'administration Nixon a accusé huit des militants les plus virulents de complot, d'incitation à l'émeute et d'autres accusations grave. Ils se retrouvent traduits en justice un an plus tard.

## Fiche technique
- Titre original : Chicago 10
- Réalisation : Brett Morgen
- Scénario : Brett Morgen
- Musique : Jeff Danna
- Décors :
- Costumes :
- Photographie : Todd Winter et Richard Brick
- Montage : Stuart Levy
- Animation : Joao G. Amorim et Brian O'Connell
- Production : Graydon Carter, Lewis Kofsky et Brett Morgen
  - Coproducteur : Maiken Baird
  - Producteur associé : Alison Beckett, Christopher J. Keene et Randall Makiej
  - Producteur délégué : Laura Bickford, Peter Denomme, Susan Holden, Steve Oakes, Jonathan Paley, Bill Pohlad, Peter Schlessel, Jeff Skoll, Ricky Strauss, Diane Weyermann et Richard Winkler
  - Producteur exécutif : Paul Leonardo Jr.
- Sociétés de production : Consolidated Documentaries, Participant Media, River Road Entertainment et Curious Pictures
- Société de distribution : Roadside Attractions
- Pays de production :  États-Unis
- Langue originale : anglais
- Format : couleur — 2,35:1
- Genre : Documentaire animé
- Durée : 110 minutes
- Dates de sortie :
  - États-Unis : 18 janvier 2007 (Sundance)
  - Belgique : 10 mai 2008 (Docville)
  - Royaume-Uni : 29 mai 2008 (Londres)

## Distribution
- Hank Azaria : Abbie Hoffman et Allen Ginsberg
- Dylan Baker : David Dellinger et David Stahl
- Nick Nolte : Tom Foran
- Mark Ruffalo : Jerry Rubin
- Roy Scheider : Julius Hoffman
- Liev Schreiber : William Kunstler
- James Urbaniak : Rennie Davis et Richard Schultz
- Reg Rogers : Tom Hayden
- Jeffrey Wright : Bobby Seale
- Ebon Moss-Bachrach : Paul Krassner
- Debra Einstadt : Mary Ellen Dahl et la serveuse
- Lloyd Floyd : Robert Pierson, Arthur Aznavoorian et l'officier de police
- Leonard Weinglass : lui-même
- Catherine Curtin : Barbara Callender
- Chuck Montgomery : Lee Weiner
- Dave Boat : Norman Mailer et un marshal
- Roger L. Jackson : un  marshal et deux journalistes
- Amy Ryan : Anita Hoffman
- Christopher Murney : Meany et un journaliste
- Walter Cronkite : lui-même
- Richard M. Daley : lui-même